# 菱川友章
菱川 友章（ひしかわ ともあき、生没年不詳）とは、江戸時代の浮世絵師。

## 来歴
出自・経歴は一切不明。大田南畝の著書『丙子掌記』によれば、文化13年（1816年）の9月末から10月半ばにかけての頃のこと、南畝のもとに「大西氏」という人物が掛軸を携えて訪れた。その掛軸には「日本絵菱川友章図」の落款と「華谿漁長」の方印、「よしや吉野の花より香より見せはかく袖むらさきのあけをうばへる世の中のあゆみしすがたのしほらしや　文殊氏女しけ」という画賛があったという。何の絵だったのかについては記していないが、画賛の内容から美人画だったとみられる。「菱川友章」という人物についてはこの『丙子掌記』の記事によって知られるのみで、「大西氏」が持ってきたという掛軸についてもこれ以後の消息は不明である。『浮世絵師伝』は作画期を元禄の頃とし、「菱川を称す、肉筆美人画あり」と記す。